# Xanthorrhoea
Xanthorrhoea is een botanische naam voor een genus van eenzaadlobbige planten. Het omvat enkele tientallen soorten, die voorkomen in Australië. Het zijn aansprekende planten, "grasbomen", die in Australië voorheen bekend stond als "Blackboys", maar uit respect voor de Aboriginal cultuur wordt deze naam niet meer gebruikt.
Het APG II-systeem (2003) staat twee verschillende omschrijvingen toe voor de familie Xanthorrhoeaceae: in een van die twee opties vormt dit genus in zijn eentje de hele familie.

## Soorten
- Xanthorrhoea acanthostachya D.J.Bedford
- Xanthorrhoea acaulis (A.T.Lee) D.J.Bedford
- Xanthorrhoea arborea R.Br.
- Xanthorrhoea arenaria D.J.Bedford
- Xanthorrhoea australis R.Br.
- Xanthorrhoea bracteata R.Br.
- Xanthorrhoea brevistyla D.A.Herb.
- Xanthorrhoea brunonis Endl.
- Xanthorrhoea caespitosa D.J.Bedford
- Xanthorrhoea concava (A.T.Lee) D.J.Bedford
- Xanthorrhoea drummondii Harv.
- Xanthorrhoea fulva (A.T.Lee) D.J.Bedford
- Xanthorrhoea glauca D.J.Bedford
- Xanthorrhoea gracilis Endl.
- Xanthorrhoea johnsonii A.T.Lee
- Xanthorrhoea latifolia (A.T.Lee) D.J.Bedford
- Xanthorrhoea macronema F.Muell. ex Benth.
- Xanthorrhoea malacophylla D.J.Bedford
- Xanthorrhoea media R.Br.
- Xanthorrhoea minor R.Br.
- Xanthorrhoea nana D.A.Herb.
- Xanthorrhoea platyphylla D.J.Bedford
- Xanthorrhoea preissii Endl.
- Xanthorrhoea pumilio R.Br.
- Xanthorrhoea quadrangulata F.Muell.
- Xanthorrhoea resinosa Pers.
- Xanthorrhoea semiplana F.Muell.
- Xanthorrhoea thorntonii Tate